# Nil Chasevyč
Nil Antonovyč Chasevyč (ukrajinsky Ніл Антонович Хасевич, 13. listopadu 1905 – 4. března 1951) byl ukrajinský malíř, grafik, exlibrista; člen umělecké skupiny „Spokij“. Je známý převážně kvůli svým precizním exlibris a dřevorytům, propagujícím činnost Organizace ukrajinských nacionalistů. Zemřel v řadách Ukrajinské povstalecké armády (UPA).

## Stručný životopis
- 1905, 13.11. – narodil se ve vesnici Djuksyn na Volyni
- 1923 – byl přijat do gymnázia města Rovno
- 1925-26 – tovaryš u malíře ikon v městě Rovno
- 1926 – navštěvuje přednášky profesora Meczysława Kotarbińského na Umělecké akademii ve Varšavě,
- 1930-33 – student Varšavské Umělecké akademie, profesor Vladyslav Skočyljasa. Diplomová práce „Svatý Vladimír“
- 1927-37 – patřil k varšavské skupině mladých umělců „Spokij“ („Klid“), která sdružovala ukrajinské umělce ze západní a východní Ukrajiny
- 40. léta – aktivista ukrajinského povstaleckého hnutí (pseudonym Bej, Zot, Starý)
- 1943-53 – člen Okresního oddělení propagandy severozápadní Ukrajiny
- 1951 – přímý rozkaz z Moskvy zastavit antisovětskou činnost Nila Chasevyče; jeho rytiny se dostávají do rukou delegátů OSN
- 1952, 4.3. – popraven NKVDisty na samotě Suchivci v Rovenské oblasti

- 1931-44 – celkem 35 výstav, zejména
- 1931-32 – výstavy ve Lvově, Praze, Berlíně
- 1932-33 – výstavy v Chicago a Los Angeles
- 1933 – spolupráce s časopisy „Volyň“, „Cesta“, „Volyňské slovo“
- 1939 – album grafik „Knižní znaky Nila Chasevyče“ (Varšava); album „Exlibris Nila Chasevyče“ (Filadelfie)
- 1941 – člen Lvovského svazu práce ukrajinských výtvarných umění
- 1943-52 – práce v redakcí ilegálního časopisu „Do zbroji“ („Ke zbraním“), který byl vydáván politickým oddělením UPA a tiskl se na Volyni; autor návrhů všech vyznamenání UPA; albům „Volyň v boji“; album karikatur s antisovětskou tematikou
- 1952 – album „Grafika v bunkrech UPA“ (Filadelfie)

- 1931 – Čestné vyznamenání „Vatikán“ za obraz „Praní“
- 1932 – Čestný diplom Akademie výtvarných umění ve Varšavě za portrét „Mazepa“
- 1948 – Kavalír řádu Stříbrného Kříže za zásluhy